# تيم وندل
تيم وندل (بالإنجليزية: Tim Wendel)‏ هو كاتب أمريكي، ولد في 1956 في فيلادلفيا في الولايات المتحدة.